# ۹ زن برزنجیر
۹ زن برزنجیر یک ستاره است که در صورت فلکی آندرومدا قرار دارد.